# 7e brigade (Belgique)
Pour les articles homonymes, voir 7e brigade.
La 7e brigade mécanisée était la brigade francophone de la Composante Terre de l'armée belge.

## Historique
Elle fut créée le 1er décembre 1948 et reprend les traditions de l'ancienne 7e brigade mixte qui exista du 31 juillet 1914 au 1er février 1918.
Elle fut dissoute le 3 janvier 2011. Ses installations et une partie du personnel de l'EM Brigade furent utilisés pour créer le QG de la brigade légère (HQ Lt Bde).
Tandis que le 12/13Li était intégré à la Lt Bde avec le 2Cdo et le 3PAra, le RChA et le 1/3L furent transférées à la nouvelle Brigade Medium (Md Bde) (ex-1Bde) ; 
Le 4Bn Log fut placé sous le commandement direct de COMOPSLAND G4.
Et le 2/4 ChCh fut placé sous le commandement direct de COMOPSLAND G2.
Le 1A avait été dissout quelques mois avant la dissolution du QG 7Bde.

## Organisation
La 7e brigade est composée des unités suivantes :
- Quartier général 7e Brigade - 2e Chasseurs à pied - Compagnie de commandement
- 1/3 Régiment de Lanciers - Unité de blindés
- Régiment 12e de Ligne Prince Léopold - 13e de Ligne - Unité d'infanterie mécanisée
- Régiment de Chasseurs Ardennais - Unité d'infanterie mécanisée
- 2/4 Régiment de Chasseurs à Cheval - Unité de reconnaissance
- 1er régiment d'artillerie de campagne - Unité d'artillerie de campagne
- 4e Bataillon Logistique - Unité logistique
- 67e Compagnie Génie de Combat (jusqu'en juin 2002) - Unité du Génie (qui fut dès lors intégré au 4Gn)
- 7e compagnie médicale

## Sources
- (en) Cet article est partiellement ou en totalité issu de l’article de Wikipédia en anglais intitulé « Light Brigade (Belgium) » (voir la liste des auteurs).
- Site de l'armée belge